# Sanopus greenfieldorum
Sanopus greenfieldorum är en fiskart som beskrevs av Collette, 1983. Sanopus greenfieldorum ingår i släktet Sanopus och familjen paddfiskar. IUCN kategoriserar arten globalt som sårbar. Inga underarter finns listade i Catalogue of Life.